# برلمان بريطانيا العظمى
تأسس برلمان بريطانيا العظمى في شهر مايو من عام 1707 بعد أن صادق كل من برلمان إنجلترا وبرلمان اسكتلندا على قانونَي الاتحاد. صادق القانونان على معاهدة الاتحاد التي أنشأت مملكة بريطانيا العظمى الموحدة الجديدة وأنشأت كذلك برلمان بريطانيا العظمى الموجود في المقر السابق للبرلمان الإنجليزي في قصر وستمنستر بالقرب من مدينة لندن. استمر هذا الأمر مدة قرن تقريبًا، حتى دمجت قوانين الاتحاد لعام 1800 البرلمانين البريطاني والأيرلندي المنفصلين، ضمن برلمانٍ واحد للمملكة المتحدة بدءًا من 1 يناير من عام 1801.

## التاريخ
مُرّرت قوانين الاتحاد التي تصادق على المعاهدة في كل من برلمان إنجلترا وبرلمان اسكتلندا بعد معاهدة الاتحاد في عام 1706، ما أدى إلى إنشاء مملكة بريطانيا العظمى الجديدة. ومهدت تلك القوانين الطريق أمام سنّ معاهدة الاتحاد التي أنشأت برلمانًا جديدًا يُشار إليه باسم «برلمان بريطانيا العظمى»، ويقع مقره في موطن البرلمان الإنجليزي السابق. احتُفظ بجميع التقاليد والإجراءات والأنظمة الدائمة للبرلمان الإنجليزي، على الرغم من عدم وجود أي بند لذلك في المعاهدة؛ علاوةً على ذلك، شكّل الضباط والأعضاء الذين يمثلون إنجلترا الأغلبية الساحقة من الهيئة الجديدة. ولم يُعد من الضروري حتى إجراء انتخابات عامة جديدة. بينما ظلَّ القانون والتشريع الإسكتلنديان منفصلين، كان من المقرر بعد ذلك أن يسن البرلمان الجديد تشريعات جديدة، باستثناء تلك المتعلقة بالحق الخاص الذي لا يمكن التشريع بواسطتها إلا من أجل «المنفعة الصريحة» للشعب. كانت ولا تزال المكانة البارزة التي احتلتها إنجلترا فعليًا في البرلمان الجديد قضية مثيرة للجدل.
استمرت السلطة الحقيقية في التحول بعيدًا عن النظام الملكي بعد اعتلاء الملك الهانوفري جورج الأول ملك بريطانيا العظمى العرش البريطاني في عام 1714 بموجب قانون التسوية لعام 1701. وكان جورج حاكمًا ألمانيًا يتحدث اللغة الإنجليزية على نحوٍ سيء، وظلَّ مهتمًا بإدارة ممتلكاته في أوروبا القارية بدلًا من بريطانيا. وعلى هذا فقد عهد بالسلطة إلى مجموعة من وزرائه، وكان السير روبرت والبول في مقدمتهم، ومع حلول نهاية حكمه في عام 1727 كان موقع الوزراء الذين اضطروا إلى الاعتماد على البرلمان للحصول على الدعم قد ترسخ. واستمر خليفة جورج الأول، ابنه جورج الثاني، في اتباع سياسات والده الداخلية ولم يبذل سوى قليلٍ من الجهد لإعادة فرض السيطرة الملكية على الحكومة التي أصبحت الآن تحت سيطرة البرلمان. مع حلول نهاية القرن الثامن عشر، كان الملك لا يزال يتمتع بنفوذ كبير على البرلمان الذي كانت تهيمن عليه الأرستقراطية الإنجليزية عن طريق الرعاية أو العُهدة، لكنه توقف عن ممارسة سلطة مباشرة: على سبيل المثال، كانت آخر مناسبة حُجبت فيها الموافقة الملكية في عام 1708 في عهد الملكة آن ملكة بريطانيا العظمى، حتى أن هذا لم يحدث إلا بناءً على طلبٍ من وزرائها. كان التصويت في الانتخابات العامة مقتصرًا على أصحاب المُلك الصِرْف ومالكي الأراضي، وذلك في الدوائر الانتخابية التي تغيرت قليلًا منذ العصور الوسطى، بحيث أمكن شراء مقاعد في عديدٍ من البلديات «الفاسدة» و«المُشتراة»، بينما ظلت المدن الكبرى غير مُمثَّلة باستثناء فرسان شاير الذين يمثلون مقاطعات بأكملها. سعى المصلحون والراديكاليون إلى الإصلاح البرلماني، ولكن مع تطور حروب الثورة الفرنسية، أصبحت الحكومة البريطانية قمعيّة ضد المعارضة وتوقف التقدم نحو الإصلاح.
سعى خليفة جورج الثاني، جورج الثالث، إلى استعادة السيادة الملكية والحكم الملكي المطلق، ولكن مع حلول نهاية حكمه أصبح موقف وزراء الملك الذين اكتشفوا أنهم بحاجة إلى دعم البرلمان لسنّ أي تغييرات كبرى محوريًا لدور الحكم البريطاني، وبقي كذلك إلى الأبد.